# Berngal
Berngal, figlio di Géde Ollgothach (... – ...), è stato secondo la leggenda e la tradizione storica irlandese medievale, re supremo d'Irlanda.
Prese il potere dopo aver ucciso il suo predecessore, uccisore di suo padre, il cugino Fíachu Findoilches. Fu molto bellicoso. Regnò 21 o 12 anni fino a che fu ucciso dal cugino Ailill, figlio di Slánoll. Il Lebor Gabála Érenn sincronizza il suo regno a quello di Deioces dei Medi (694-665 a.C.). Goffredo Keating colloca il suo regno dall'833 all'831 a.C., mentre gli Annali dei Quattro Maestri dal 1209 al 1197 a.C.